# Tikszem
A tikszem (Anagallis) a kankalinfélék (Primulaceae) családjába tartozó növénynemzetség 20-25 fajjal.

## Jellemzők
A levelek ép szélűek, a levélállás átellenes. A termés kupakkal nyíló tok. A Magyarországon honos fajok egynyáriak.

## Fajok
- Mezei tikszem, vagy pimpernel (A. arvensis)
- Kék tikszem (A. foemina)
- Lápi tikszem (A. tenella) (Magyarországon nem honos)